# Дарьевка (Кировоградская область)
Дарьевка (укр. Дар'ївка) — село в Соколовской сельской общине Кропивницкого района Кировоградской области Украины.
Население по переписи 2001 года составляло 114 человек. Почтовый индекс — 27644. Телефонный код — 522. Код КОАТУУ — 3522584207.